# Robust Nuclear Earth Penetrator
La classe di bombe e missili tattici noti in inglese come Robust Nuclear Earth Penetrator (RNEP), Bunker-busting nuclear weapons, oppure popolarmente come nuclear bunker buster (NBB), e più genericamente come earth-penetrating weapons (EPW) (armi in grado di penetrare la terra), sono una categoria di arma nucleare progettata per penetrare in profondità nel suolo, nella roccia, oppure nel cemento armato per colpire con la testata nucleare un bersaglio profondamente sotterraneo e pesantemente corazzato. In teoria, la quantità di fallout radioattivo di origine nucleare prodotto dovrebbe essere ridotto rispetto a quello causato dall'esplosione di una bomba nucleare standard in aria (air-burst), dal momento che queste bombe avrebbero un potenziale esplosivo relativamente basso. Comunque, dal momento che queste armi necessariamente vengono a contatto con grandi quantità di macerie e di particelle del terreno (che sottopongono ad una intensa attivazione neutronica, per l'inevitabile emissione di neutroni e radiazione gamma) nell'esplosione, potrebbero, in molte circostanze, generare un intenso fallout radioattivo. La potenza della testata ed il progetto complessivo di questi sistema d'arma sono cambiati nel corso dell'evoluzione del disegno di questo tipo di armi.

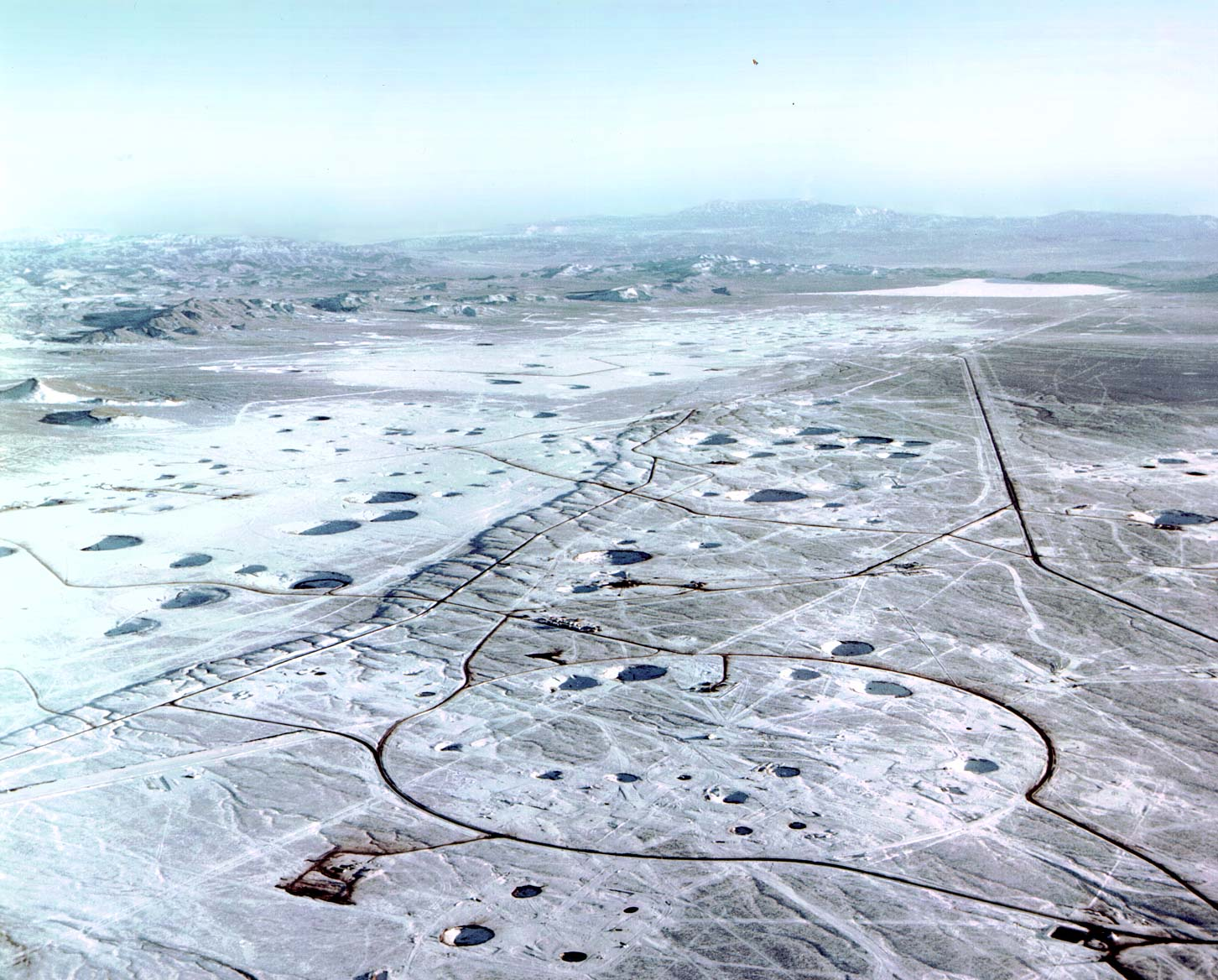
Alcuni crateri lasciati in un poligono di esplosioni sotterranee nucleari del Nevada.

## Metodi operativi

### Penetrazione per mezzo della potenza esplosiva
La costruzione delle strutture in cemento armato non è molto cambiata negli ultimi 60 anni. La maggioranza delle strutture protette in cemento armato nell'ambito militare USA, derivano da standard stabiliti nel documento Fundamentals of Protective Design, pubblicato nel 1946 dallo United States Army Corps of Engineers. Alcune migliorie, come vetro, fibre e rebar, hanno reso il cemento armato meno vulnerabile, ma queste lo rendono ancora molto lontano dall'essere impenetrabile. Raymond T. Moore [1] riuscì a creare un "foro della dimensione di un essere umano" in cemento armato rinforzato (spessore 45 cm) in meno di 48 secondi con una carica cava di soli 9 kg di esplosivo ed un tagliatore di rivetti.
Quando la forza esplosiva viene applicata al cemento armato, si formano tre regioni di frattura maggiore: il cratere iniziale, un aggregato schiacciato e fratturato attorno al cratere, ed un'area di "scabbing" (frammentazione, scollamento e distacco) dal lato opposto al cratere. Questo fenomeno dello scabbing, noto in italiano come "spallazione", consiste nella violenta separazione di masse di materiale dal lato opposto di una piastra in metallo o di un muraglione in seguito all'impatto di un proiettile dotato di grande velocità oppure all'esplosione di una carica impulsiva (questo non implica necessariamente che la barriera sia stata fisicamente perforata per tutto il suo spessore).
Il volume del cratere varia approssimativamente in modo inverso rispetto alla radice quadrata della resistenza compressiva del cemento armato. Dunque, l'aumentare la resistenza compressiva del calcestruzzo del 50% porterà ad ottenere un cratere più piccolo del 25%.
A mano che l'onda d'urto si propaga dal lato opposto della parete in cemento armato e viene riflessa, il calcestruzzo si frattura, e lo "scabbing" avviene dal lato interno della parete. In questo modo esiste una relazione asintotica tra la forza del calcestruzzo ed il danno complessivo dovuto alla combinazione di cratere, aggregato compresso-fratturato, e la spallazione.
Anche se il terreno è un materiale meno denso, esso non trasmette l'onda d'urto così bene come il cemento armato. Per questo mentre un penetratore può attualmente percorrere un lungo tragitto nel suolo, il suo effetto può essere diminuito dalla sua incapacità di trasmettere l'energia dell'impatto al bersaglio.

### Penetrazione con proiettile indurito

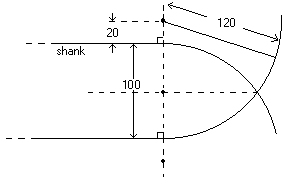
Una ogiva "secante"

Ulteriori studi del concetto hanno portato ad un penetratore, lanciato dalla quota operativa da un aereo bombardiere, che utilizza energia cinetica per penetrare lo scudo, ed in seguito dirigere una testata nucleare al bersaglio profondamente interrato.
I problemi con questo tipo di penetratore è il tremendo riscaldamento che subisce l'unità di penetrazione quando colpisce la superficie di rivestimento alla velocità di centinaia di metri al secondo (da 1200 a 3600 km/h), perché l'energia cinetica si trasforma per via dell'attrito in calore. Questo fenomeno è stato parzialmente risolto impiegando metalli come il tungsteno (con un punto di fusione molto più elevato rispetto all'acciaio), e sagomando il proiettile come un ogiva.
Addizionalmente, il dare al proiettile la forma ogivale ha fornito ulteriori risultati. I test con piattaforma su rotaia propulsa da razzi nella base di Eglin hanno dimostrato perforazioni tra i 30 ed i 50 metri nel cemento armato quando si viaggia a 1.600 m/s. La ragione che spiega questo fenomenale risultato è la liquefazione del cemento nel bersaglio, che tende a fluire attorno al proiettile. Le variazioni nella velocità del penetratore possono causare sia che esso vaporizzi nell'impatto (se viaggia troppo velocemente), o del non penetrare in modo sufficientemente profondo (se viaggia troppo piano). Una approssimazione per calcolare la profondità di penetrazione viene ottenuta con una formula che calcola la profondità degli impatti derivata dalle leggi di conservazione e trasformazione dell'energia cinetica scoperte da Isaac Newton.

### Munizioni che combinano il penetratore ed esplosivi
Un'altra modalità di realizzazione dei "bunker busters" nucleari a penetrazione profonda è quello di utilizzare un penetratore leggero per perforare da 15 a 30 metri dello scudo, e successivamente detonare una carica nucleare nel posto. Questo tipo di esplosione genererebbe potenti onde d'urto, che verrebbero trasmesse in modo molto efficace attraverso il materiale solido di cui è fatto lo scudo (vedi lo "scabbing" più sopra).

## Critica e controversia
La principale critica (posta p.es. da scienziati della FAS) rispetto alle bombe "nuclear bunker buster" è quella concernente la ricaduta nucleare e la proliferazione nucleare. Il proposito di un penetratore profondo nucleare è quello di ridurre la potenza richiesta necessaria per assicurare la distruzione dell'obiettivo per la buona applicazione dell'esplosione al suolo, producendo un'onda d'urto simile a quella di un terremoto. Ad esempio, gli Stati Uniti ritirarono dal servizio la bomba nucleare B53, con potenza di 9 megatoni, perché la bomba B61 Mod 11 poteva distruggere obiettivi simili con una potenza molto minore (400 chilotoni), dato che può penetrare nel suolo. Dunque si suppone che il fallout provocato dalla B-61 Mod 11 possa essere inferiore rispetto a quello causato dalla B-53. I sostenitori del RNEP affermano che questa sia buona ragione per sviluppare le "nuclear bunker buster". I critici affermano che lo sviluppo di nuove armi nucleari è un messaggio al mondo che può indurre alla proliferazione le potenze non nucleari, minando alla base gli sforzi miranti alla non-proliferazione, che vengono sostenute dalle attuali potenze nucleari.
Il fallout proveniente da qualsiasi detonazione nucleare aumenta con la prossimità al suolo. Mentre la potenza dell'ordine del megatone sparge nell'atmosfera migliaia di tonnellate di scorie radioattive, che precipitano dopo sulla terra come fallout, i critici contendono che a dispetto della loro relativamente minuscola potenza esplosiva, le "nuclear bunker busters" creino molto più fallout per ogni loro chilotone di potenza.

### La profondità media delle detonazioni nei test nucleari sotterranei è superiore ai 100 metri
Il gruppo di scienziati, Union of Concerned Scientists, segnala che nel poligono di armi nucleari del Nevada Test Site, la profondità richiesta per contenere il fallout di un test nucleare di potenza media, è superiore ai 100 metri, dipendendo dalla potenza dell'arma. Sostengono che è improbabile che i penetratori arrivino a tali profondità di auto-interramento. Con potenze previste tra i 0,3 ed i 340 kt di TNT, loro sostengono che sia improbabile che l'esplosione venga totalmente contenuta nel sottosuolo.
Altri rilevano che i bunker possono essere costruiti molto più in profondità per renderli più difficili da raggiungere e colpire. In tal caso la vulnerabilità del bersaglio viene limitata ad aperture come i tunnel di accesso oppure i condotti di ventilazione, che non richiedono armi nucleari per essere distrutti. I proponenti delle bombe nucleari antibunker rispondono che più essi sono costruiti in profondità, più essi sono costosi da costruire, limitando così il numero di nemici potenziali che potrebbero resistere con successo ad un attacco comprendente anche le armi "nuclear bunker busters".
Comunque dal punto di vista politico, i "bunker busters" nucleari sono estremamente impopolari. Gran parte dei loro potenziali bersagli si trovano vicino o dentro alle città, ed anche un piccolo grado di fallout infliggerebbe livelli inaccettabili di danno collaterale. Inoltre i critici affermano che il test di nuove armi nucleari sono proibiti dagli articoli proposti dal Trattato Comprehensive Test Ban Treaty, anche se gli Stati Uniti hanno dichiarato di rifiutarsi dall'essere vincolati da questo trattato.

### Abbassamento della "soglia nucleare"
Non possiamo dimenticare che queste armi sono armi nucleari a tutti gli effetti, che potrebbero lasciare una ben identificabile impronta radioattiva nel luogo della loro detonazione, e che possono abbassare la soglia nucleare, costituendo un incentivo al "first-use" delle armi nucleari, in conflitti ad intermittenza, dove vi siano nazioni che cercano di dotarsi di un arsenale nucleare ed altre potenze nucleari di lungo corso che cercano di impedirlo con attacchi preventivi contro le loro installazioni sotterranee di trattamento e raffinazione del materiale fissile. È presumibile che le nazioni che aspirino ad entrare nel "club nucleare", invece di immagazzinare le loro ogive nucleari appena costruite in bunker sotterranei, siano tentate di sganciarle immediatamente dopo la loro costruzione contro qualche obiettivo secondario del nemico, particolarmente "pagante" come danno economico ed infrastrutturale determinato al nemico, ma con un numero di vittime ridotto (come basi militari, aeroporti, porti o raffinerie) per dimostrare la loro determinazione.
Infine, il fatto che esista una necessità assoluta di impiegare armi nucleari in questo ruolo viene messo in discussione dai critici, che sostengono che le armi a penetrazione profonda del suolo convenzionali siano sufficienti per distruggere un numero adeguato di basi sotterranee o corazzate in modo da diminuire o eliminare del tutto la necessità dell'impiegare le tecnologie nucleari. Altre armi convenzionali come la bomba termobarica si sono dimostrate efficaci nel danneggiare gravemente gli accessi ed i condotti di ventilazione di alcuni obiettivi che siano stati corazzati al massimo livello possibile e che non siano stati costruiti con particolari accorgimenti ingegneristici (accessi laterali dentro tunnel, condotti di ventilazione ad "U" con bocchette di ventilazione accessorie secondarie, aree abitabili costruite come moduli pressurizzati in acciaio poggianti su ammortizzatori, ecc.)

## Sviluppo delle armi nucleari anti-bunker ad esplosione sotterranea

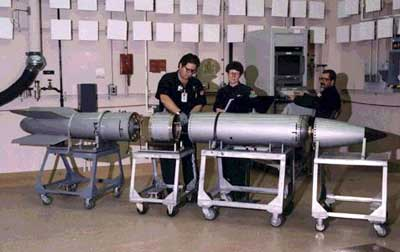
B61 nuclear bomb

Già nel 1944, la bomba Wallis Tallboy bomb e la successiva "bomba Grand Slam" erano progettate per penetrare in profondità strutture fortificate attraverso la potenza esplosiva bruta. Non erano progettate per penetrare direttamente le difese nemiche, anche se lo potevano fare (per esempio i rifugi Valentin per sommergibili avevano tetti in cemento armato spessi 7 metri, che furono penetrati da due bombe "Grand Slam" il 27 marzo del 1945), ma piuttosto per penetrare sotto l'obiettivo ed esplodere creando una caverna (camouflet) che avrebbe lentamente destabilizzato le fondamenta delle strutture sovrastanti, causando il loro collasso, e dunque rendendo inutile ogni ulteriore corazzatura. La distruzione di obiettivi come il cannone V-3, situato presso la fortezza di Mimoyecques oppure il primo utilizzo in guerra della bomba Tallboy, che venne portato attraverso il lato di una collina ed esplose nel tunnel ferroviario di Saumur, 18m più in basso, bloccandolo completamente; mostrano che queste armi possono distruggere qualsiasi installazione sotterranea molto profonda nel sottosuolo e fortemente corazzata, e che tecniche di puntamento moderne ed immaginative, combinate in un numero molteplice di attacchi ed esplosioni, potrebbero con buone probabilità distruggere o rendere inaccessibili ed inservibili anche obiettivi profondi e pesantemente corazzati.

Mentre le penetrazioni fino ai 33 metri erano sufficienti per alcuni bersagli poco profondi, sia l'Unione Sovietica che gli Stati Uniti avevano creato bunker in cemento armato rinforzato situati a grandi profondità (superiore ai 100 metri), capaci di resistere alle armi termonucleari multi-megatoniche sviluppate durante gli anni 1950-1960. Le armi per la penetrazione dei bunker cominciarono ad essere disegnate durante il contesto della Guerra Fredda.

### Nuovi studi cominciano durante la "Guerra al Terrorismo" del 2001
L'arma venne rivista ed il suo impiego ristudiato dopo la fine della Guerra Fredda, durante la Guerra in Afghanistan (2001-2021) e di nuovo durante la Guerra in Iraq nel 2003. Durante la campagna di Tora Bora, in particolare gli Stati Uniti sospettavano che esistessero "vasti complessi sotterranei," profondamente interrati, e che questi erano una chiave di volta nell'offrire protezione alle forze dei Talebani. Anche se correntemente si pensa che non sia mai stata costruita un'arma nucleare a penetrazione profonda (la "Robust Nuclear Earth Penetrator", o "RNEP"), il DOE ricevette per molti anni un adeguato finanziamento per svilupparla, e su di essa vennero condotti test da parte dell'Air Force Research Laboratory.
Gli enormi rifugi sotterranei attribuiti ai Talebani non sono mai stati trovati.
Fonti giornalistiche come il giornale inglese Guardian hanno sostenuto come l'Iran possa avere questo tipo di bunker ultra-profondi per proteggere i centri segreti per l'arricchimento dell'uranio.
L'amministrazione Bush ha ritirato le richieste per il finanziamento dello RNEP nell'ottobre del 2005. Inoltre il senatore USA Pete Domenici ha dichiarato che i fondi per lo sviluppo dell'arma nucleare "bunker-buster" sono stati tagliati dal bilancio del Department of Energy per l'anno fiscale del 2006 su richiesta dello stesso DOE.
Anche se il progetto per lo sviluppo del RNEP sembra in effetti cancellato, secondo la rivista Jane's  queste ricerche potrebbero continuare sotto un nome di copertura.